# Annakapelle (Merken)

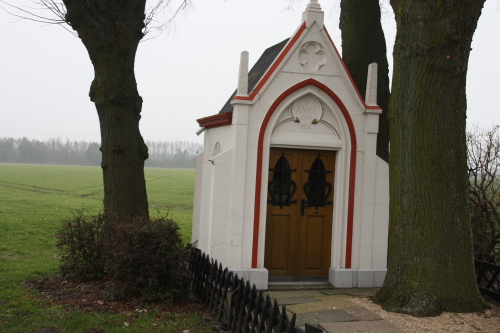
Die Kapelle

Die Annakapelle Merken steht in Dürener Stadtteil Merken, Nordrhein-Westfalen am Ende der Roermonder Straße in Richtung Hoven.
Die kleine Kapelle ist in gotisierenden Formen im Jahre 1850 erbaut worden. Sie ist verputzt und farbig gefasst. Das Satteldach steht auf einem 5/8 Chorschluss. Im Kapelleninneren ist noch die alte Ausstattung vorhanden.
Das Bauwerk ist unter Nr. 11/007 in die Denkmalliste der Stadt Düren eingetragen.